# Harivi Basapura, Hadagalli
Harivi Basapura là một làng thuộc tehsil Hadagalli, huyện Bellary, bang Karnataka, Ấn Độ.